# يحيى إمام
يحيى الحرية إمام، لاعب كرة قدم مصري سابق لعب لمنتخب مصر ونادي الزمالك في مركز حراسة المرمى، ولد في العام 1919 وسمي تيمناً بثورة 1919 وشعارها (يحيا الحرية)، هو والد لاعب الزمالك السابق حمادة إمام، وجد لاعب الزمالك وعضو مجلس إدارته حازم إمام.

## مسيرته الكروية
بدأ ممارسة كرة القدم حين كان طالباً بالمدرسة الإبراهيمية، وأستمر في مسيرته بعدما التحق بالكلية الحربية، ومنها إنضم لنادي الزمالك عام 1937 بعد توصية من حيدر باشا رئيس النادي والقائد في الجيش في ذلك الوقت.
أصبح لاعباً أساسياً في صفوف الزمالك والمنتخب العسكري وأصبح كابتن الفريق بعد اعتزال مصطفى كامل طه حارس المرمى، انضم بعدها لمنتخب الجامعات وشارك معه في بطولة العالم عام 1947، وكان حارس منتخب مصر الأول وشارك معه في دورة لندن الأوليمبية عام 1948.
كما شارك معه في دورة ألعاب البحر الأبيض المتوسط التي أقيمت لأول مرة في الإسكندرية عام 1951 والدورة العربية الأولي عام 1953.
وكان يحيي الحرية حارساً للزمالك في أول بطولة للدوري التي انطلقت في 22 أكتوبر عام 1948، وحقق مع ناديه العديد من البطولات مثل الفوز ببطولة دوري القاهرة موسم 1939/1940، وهي البطولة التي احتفظ بها الزمالك ثلاث مرات متتالية أعوام 1945و1946و1947، ثم فاز بها مجدداً عام 1949، وأسهم يحيى الحرية إمام في فوز الزمالك بكأس مصر في عام 1944 بعد فوز الزمالك علي الأهلي بستة أهداف مقابل لا شيء، وفاز بالكأس تحت مسماه الجديد (كأس الملك فاروق) عام 1952، واعتزل يحيي الحرية كرة القدم بعد قيام ثورة يوليو بعام واحد.

## ألقاب
نادي الزمالك
- دوري منطقة القاهرة: 1939–40, 1940–41, 1943–44, 1944–45, 1945–46, 1946–47, 1948–49, 1950–51, 1951–52
- كأس مصر: 1937–38، 1940–41, 1942–43, 1943–44, 1951–52
- كأس الملك فؤاد: 1940–41

## روابط خارجية
- يحيى إمام على موقع أوليمبيديا (الإنجليزية)